# وليد أبو خالد
وليد عبد المجيد أبو خالد الرئيس التنفيذي للشركة السعودية للصناعات العسكرية (SAMI).

## التعليم
حاصل على درجة البكالوريوس في هندسة النظم الصناعية والإدارية من جامعة جنوب فلوريدا.

## الخبرات العملية
شغل العديد من المناصب التي كان من ضمنها الرئيس التنفيذي لمنطقة الشرق الأوسط في شركة نورثروب غرومان العالمية للدفاع والفضاء في الشرق الأوسط. وعضو مجلس إدارة دسر.، وكيل وزارة التجارة والصناعة (سابقاً) للشؤون الصناعية في المملكة العربية السعودية، والرئيس والمدير التنفيذي لشركة جنرال إلكتريك في كل من المملكة العربية السعودية والبحرين، ورئيس مجلس إدارة العمليات ومدير إدارة مجموعة الاستثمارات الإستراتيجية في شركة بي إيه إي سيستمز في المملكة المتحدة والمملكة العربية السعودية، وغيرها. وعضو مجلس نورثروب غرومان للتنوع والشمول. هو مدير مجلس إدارة شركة دسر, نائب رئيس مجلس إدارة شركة نورثروب غرومان بعثة الأنظمة العربية. كلف بمنصب الرئيس التنفيذي للشركة السعودية للصناعات العسكرية في 23 أبريل 2020، قبل أن يعين رسميا في 23 أغسطس 2020.

## الجوائز
- جوائز إنجازات الأعمال العربية السعودية - [7]2015
- رائد الأعمال الحاصل على جائزة «أجيليتي - قيادة الفكر 2018» رجل أعمال الشرق الأوسط[8]